# Jelabugai járás

A Jelabugai járás Tatárföldön

A Jelabugai járás (oroszul Елабужский район, tatárul Алабуга районы) Oroszország egyik járása Tatárföldön. Székhelye Jelabuga.

## Népesség
- 2010-ben 81 632 lakosa volt, melyből 42 233 orosz (51,7%), 34 750 tatár (42,6%), 958 mari (1,2%), 824 csuvas (1%), 692 udmurt, 517 baskír, 402 ukrán, 187 mordvin.